# Rakowczyk (przystanek kolejowy)
Rakowczyk (ukr. Раківчик, ros. Раковчик) – przystanek kolejowy w miejscowości Rakowczyk, w rejonie kołomyjskim, w obwodzie iwanofrankiwskim, na Ukrainie. Położony jest na linii Kołomyja – Delatyn.
Przystanek istniał przed II wojną światową. Był wówczas położony w innym miejscu - ok. 2,5 km na wschód (w stronę Kołomyi) od współczesnej lokalizacji, przy drodze łączącej Rakowczyk i Szeparówce.